# 日本電影影評人大獎
日本電影影評人大獎（日语：日本映画批評家大賞），1991年創立的日本電影獎項，性質同美國的紐約影評人協會獎、洛杉磯影評人協會獎等電影影評獎，主要表彰每年度優秀的電影作品及電影製作演出者，每年度授獎結果由日本影評人評選出。

## 概要
日本電影影評人大獎發起者為已故影評人水野晴郎，日本電影界、劇場界為了紀念水野晴郎的貢獻並表揚電影界優秀人士，在主獎項「Golden Glory獎」冠上「水野晴郎獎」的副標。另，亦在「鑽石獎」冠上「淀川長治獎」之名。
每年度之授獎結果在來年的三月下旬發表，並在四月舉行公開授獎儀式。

## 獲獎名單

### 第1回（1991年度）
- 作品獎：《兒子（日语：息子 (映画)）》（導演：山田洋次）
- 導演獎：竹中直人
- 最佳男演員獎：三國連太郎
- 最佳女演員獎：工藤夕貴
- 新人獎：島田紳助
- 特別獎：瀧澤一（日语：滝沢一）
- 白金獎：木下惠介

### 第2回（1992年度）
- 作品獎：《青春デンデケデケデケ》（導演：大林宣彥）
- 導演獎：新藤兼人
- 最佳男演員獎：村田雄浩（日语：村田雄浩）
- 最佳女演員獎：三田佳子
- 新人獎：墨田由紀子（日语：墨田ユキ）
- 特別獎：羽田澄子（日语：羽田澄子）
- 審査員特別獎：大谷直子
- 審査委員獎勵女演員獎：清水美砂
- 白金獎：吉村公三郎

### 第3回（1993年度）
- 作品獎：《人生最後一站（日语：病院で死ぬということ）》（導演：市川準）
- 導演獎：齋藤耕一（日语：斎藤耕一）
- 最佳男演員獎：田中健（日语：田中健 (俳優)）
- 最佳女演員獎：香川京子、和久井映見、池內淳子（日语：池内淳子）
- 最佳外語片女演員：張曼玉、巩俐
- 特別獎：露比·莫雷諾、田中友幸
- 影評人獎勵獎：片瀨梨乃（日语：かたせ梨乃）、名取裕子（日语：名取裕子）、七尾怜子（日语：七尾怜子）
- 白金大獎：野村芳太郎（日语：野村芳太郎）
- Golden Glory獎：三船敏郎

### 第4回（1994年度）
- 作品獎：《全身小説家》（導演：原一男）
- 導演獎：神代辰巳（日语：神代辰巳）、廣木隆一（日语：廣木隆一）
- 最佳男演員獎：奥田瑛二
- 最佳女演員獎：山口智子
- 最佳外語片男演員獎：张国荣
- 新人獎：有村つぐみ
- 特別獎：八名信夫（日语：八名信夫）、濱村純（日语：浜村純）、須賀不二男（日语：須賀不二男）、淀川長治、沢登翠、戶田奈津子（日语：戸田奈津子）
- 白金大獎：松竹
- Golden Glory獎：松山善三（日语：松山善三）、井上梅次、市川右太衛門、淡島千景、久我美子、高峰秀子、月丘夢路（日语：月丘夢路）、高杉早苗（日语：高杉早苗）

### 第5回（1995年度）
- 作品獎：《午後の遺言状》（導演：新藤兼人）
- 導演獎：椎名誠（日语：椎名誠）
- 最佳男演員獎：奥田瑛二
- 最具個性獎：豐川悦司
- 最佳女演員獎：秋吉久美子
- 女演員特別獎：杉村春子
- 新人獎：一色紗英、江角真紀子、奈良橋陽子（日语：奈良橋陽子）
- 特別獎：紅谷愃一（日语：紅谷愃一）、川昂
- 白金大獎：松田定次（日语：松田定次）、岡本喜八、岡本みね子
- Golden Glory獎：森繁久彌（日语：森繁久彌）、京町子、中村嘉葎雄（日语：中村嘉葎雄）、山村聰、岸惠子、香川京子、若尾文子、風見章子（日语：風見章子）

### 第6回（1996年度）
- 作品獎：《絵の中のぼくの村》（導演：東陽一）
- 導演獎：森田芳光
- 最佳男演員獎：役所廣司
- 最佳女演員獎：原田美枝子
- 女演員特別獎：草刈民代
- 新人獎：占野しげる、內野聖陽、深津繪里、安藤政信
- 白金大獎：田中德三、堀川弘通（日语：堀川弘通）、松林宗惠
- Golden Glory獎：宍戸錠（日语：宍戸錠）、丹波哲郎、小林桂樹（日语：小林桂樹）、船越英二（日语：船越英二）、水島道太郎（日语：水島道太郎）、三橋達也（日语：三橋達也）、東千代之介（日语：東千代之介）、高田浩吉（日语：高田浩吉）、有馬稻子（日语：有馬稲子）、富司純子、司葉子（日语：司葉子）、新珠三千代、津島惠子、山路文子（日语：山路ふみ子）

### 第7回（1997年度）
- 作品獎：《瀨戶內月光小夜曲（日语：瀬戸内ムーンライト、セレナーデ）》（導演：篠田正浩）
- 導演獎：篠田正浩
- 影像美學獎：森田芳光
- 最佳男演員獎：柄本明
- 特別男優獎：渡哲也（日语：渡哲也）
- 最佳女演員獎：鈴木京香
- 女演員特別獎：淡島千景
- 新人獎：三谷幸喜
- 特別獎：奥山和由（日语：奥山和由）、木村大作（日语：木村大作）與其團隊（《綁架（日语：誘拐 (映画)）》）
- 亞洲親善獎：金沫容
- 白金大獎：蔵原惟繕（日语：蔵原惟繕）、橋本忍
- Golden Glory獎：安井昌二（日语：安井昌二）、水谷八重子、菅原謙次（日语：菅原謙次）、草笛光子、小泉博（日语：小泉博）、池內淳子（日语：池内淳子）、淡路惠子、淺丘琉璃子

### 第8回（1998年度）
- 作品獎：《羈絆（日语：絆 -きずな-）》（導演：根岸吉太郎）
- Starlight獎：《踊る大捜査線 THE MOVIE》（導演：本廣克行（日语：本広克行））、《がんばっていきまっしょい》（導演：磯村一路）
- 導演獎：北野武
- 最佳男演員獎：渡邊謙
- 最佳女演員獎：松隆子
- 最具個性獎：淺野忠信
- 新人獎：田中麗奈、清水真美、葵若菜、真野きりな、久積絵夢、麻生久美子、野波麻帆（日语：野波麻帆）、川井郁子（日语：川井郁子）、黑田勇樹（日语：黒田勇樹）
- 特別獎：野上照代（日语：野上照代）、楠田浩之（日语：楠田浩之）、楠田芳子（日语：楠田芳子）
- 白金大獎＆Golden Glory獎：大島渚、三橋達也（日语：三橋達也）、長門裕之、山城新伍、吉田喜重（日语：吉田喜重）、小山明子（日语：小山明子）、安西鄉子（日语：安西郷子）、南田洋子（日语：南田洋子）、花園浩美（日语：花園ひろみ）、岡田茉莉子（日语：岡田茉莉）、高千穂ひづる

### 第9回（1999年度）
- 作品獎：《コキーユ》（導演：中原俊）
- 導演獎：篠田正浩、大島渚
- 最佳男演員獎：三浦友和
- 最佳女演員獎：風吹純、鈴木京香
- 新人獎：廣末涼子、宮本真希、松田龍平
- 特別獎：日本Sony電影公司
- 功勞獎：西岡善信（日语：西岡善信）、木村威夫（日语：木村威夫）
- 富士film獎勵獎：岡田裕
- 白金大獎：西河克己（日语：西河克己）、齋藤武市（日语：斎藤武市）、池廣一夫
- 特別文化大獎：中村芝翫（日语：中村芝翫 (7代目)）、中村福助（日语：中村福助 (9代目)）
- Golden Glory獎：中村雀右衛門、中村吉右衛門（日语：中村吉右衛門 (2代目)）、中村富十郎（日语：中村富十郎 (5代目)）、市川團十郎（日语：市川團十郎 (12代目)）、澤村宗十郎（日语：澤村宗十郎 (9代目)）、中村橋之助（日语：中村橋之助 (3代目)）、鳳八千代（日语：鳳八千代）、福田公子（日语：福田公子）、南風洋子（日语：南風洋子）、加茂櫻

### 第10回（2000年度）
- 作品獎：《吵鬧下北澤（日语：ざわざわ下北沢）》（導演：市川準）
- 導演獎：廣木隆一（日语：廣木隆一）、黑木和雄（日语：黒木和雄）
- 話題獎：深作欣二
- 最佳男演員獎：原田芳雄
- 最佳女演員獎：黑木瞳
- 新人獎：金井勇太（日语：金井勇太）、相原収史、黑澤優（日语：黒澤優）、真柄佳奈子（日语：真柄佳奈子）、島田沙羅（日语：島田沙羅）
- 特別獎：圓谷製作
- 功勞獎：長岡輝子、北林谷榮、奈良岡朋子（日语：奈良岡朋子）、丹阿彌谷津子（日语：丹阿弥谷津子）
- 富士film獎勵獎：サンセントシネマワークス
- 歌舞片大獎：《獅子王》四季劇團、《世界中がアイ、ラブ、ユー》ポイント東京
- 白金大獎：舛田利雄、中島貞夫（日语：中島貞夫）、澤島忠（日语：沢島忠）
- Golden Glory獎：大木實（日语：大木実）、小田切美雪（日语：小田切みき）、田村高廣、江原真二郎、中原瞳（日语：中原ひとみ）、杉葉子（日语：杉葉子）、雪村泉、二宮さよ子、市田ひろみ
- 鑽石獎：新藤兼人

### 第11回（2001年度）
- 作品獎：《日本の黒い夏─冤罪》（導演：熊井啓）
- 導演獎：行定勳
- 最佳男主角獎：窪塚洋介
- 最佳女主角獎：夏川結衣
- 最佳男配角獎：山本太郎
- 最佳女配角獎：倍賞美津子、二宮さよ子
- 新人獎：真中瞳、柴崎幸、IZAM、遠野凪子（日语：遠野凪子）、須藤溫子（日语：須藤温子）、尾上松也（日语：尾上松也 (2代目)）、中村勘九郎（日语：中村勘九郎 (6代目)）、江成大輝
- 特別獎：中村雅哉
- 亞洲親善獎：キム、ホソン、チョー、ヨンウォン
- 優秀演技獎：《忘れられぬ人々》三橋達也、大木實（日语：大木実）、青木富夫（日语：青木富夫）
- 富士film獎勵獎：伊藤直克
- 白金大獎：若杉光夫（日语：若杉光夫）
- 綠寶石大獎：鈴木尚之（日语：鈴木尚之）、成澤昌茂、国弘威雄
- Golden Glory獎：中村梅之助（日语：中村梅之助 (4代目)）、中村福助、中村雅子、藤村志保、光本幸子（日语：光本幸子）
- 鑽石獎：犬塚稔（日语：犬塚稔）

### 第12回（2002年度）
- 作品獎：《KT》（導演：阪本順治）
- 導演獎：崔洋一（《刑務所の中》）
- 最佳男主角獎：佐藤浩市、加藤雅也（日语：加藤雅也）
- 最佳女主角獎：宮澤理惠
- 最佳男配角獎：石橋凌
- 最佳女配角獎：香川京子
- 新人獎：中村獅童
- 特別獎：中田鐵治（北海道夕張市市長）
- 富士film獎勵獎：伊東正子
- 歌舞片大獎：《ラ、マンチャの男》（東寶）、《飄》（寶塚歌劇團）
- 白金大獎：斉藤耕－、佐藤純弥
- 綠寶石大獎：馬場当、白坂依志夫（日语：白坂依志夫）、山內久（日语：山内久）
- Golden Glory獎：三田佳子、北沢典子、中村メイコ、森光子、片岡仁左衛門（日语：片岡仁左衛門 (15代目)）、松本幸四郎
- 功勞獎：伊福部昭、村木与四郎
- 鑽石獎：坂田藤十郎（日语：坂田藤十郎 (4代目)）、扇千景、石原慎太郎

### 第13回（2003年度）
- 作品獎：《わらびのこう蕨野行》（導演：恩地日出夫）
- 導演獎：荒木豐久（《いつかA列車に乗って》
- 最佳男主角獎：津川雅彥（《いつかA列車に乗って》）
- 最佳女主角獎：寺島忍（《ヴァイブレータ》）、竹内結子（《黃泉歸來》）
- 最佳男配角獎：渡邊謙（《末代武士》）、香川照之（《霧島美麗的夏天（日语：美しい夏キリシマ）》）
- 最佳女配角獎：中原瞳（日语：中原ひとみ）（《わらびのこう蕨野行》）
- 新人獎：石原聰美（《わたしのグランパ》）、上戶彩（《少女殺手阿墨》）、大塚千弘（《哥斯拉 東京SOS》《シベリア超特急3》）、柄本佑（《霧島美麗的夏天（日语：美しい夏キリシマ）》）、大西信滿（日语：大西信満）（《赤目四十八瀧心中未遂》）、田中丈資（《大逃殺2》《シベリア超特急3》）
- 特別獎：窪寺洋－（熊本Denkikan）、古湯影展（日语：古湯映画祭）執行委員會（古湯影展20週年）、山城新伍（《カポネ 六本木錬金の帝王》）
- 最具個性獎：哀川翔（日语：哀川翔）（《ゼブラーマン》）
- 富士film獎勵獎：新藤兼人
- 歌舞片大獎：大浦みずき（《イーストウィックの魔女たち》）、涼風真世（《イーストウィックの魔女たち》）
- 田山力哉獎：Asmik Ace（日语：アスミック・エース）製片公司《女はみんな生きている》
- 増淵健獎：SHOWGATE製片公司《くたばれ!ハリウッド》）
- 西篠笑兒獎：GAGA電影公司《芝加哥》
- 功勞獎：松竹影帶事業部《小津安二郎DVD BOX》、東寶映像事業部《黑澤明THE MASTERWORKS》
- 白金大獎：黑木和雄（日语：黒木和雄）（《霧島美麗的夏天（日语：美しい夏キリシマ）》）、篠田正浩（《スパイ、ソルゲ》）、水野晴郎（日语：MIKE MiZNO）（《シベリア超特急3》）、吉田喜重（日语：吉田喜重）（《鏡の女たち》）
- 綠寶石大獎：池上金男（日语：池上金男）、野上龍雄（日语：野上龍雄）
- Golden Glory獎：千原忍（日语：千原しのぶ）、雪代敬子（日语：雪代敬子）、植木等（日语：植木等）、岡田眞澄（日语：岡田眞澄）、佐藤允（日语：佐藤允）
- 鑽石獎：三國連太郎

### 第14回（2004年度）
- 作品獎：《搖擺女孩》（導演：矢口史靖）
- 導演獎：大林宣彥（《理由》）
- 最佳男主角獎：松平健（《石井のおとうさんありがとう》）
- 最佳女主角獎：秋吉久美子（《透光の樹》）
- 最佳男配角獎：高橋昌也（日语：高橋昌也 (俳優)）（《透光の樹》）
- 最佳女配角獎：土屋安娜（《下妻物語》）
- 新進女演員獎（小森和子獎）：香里奈（《深呼吸的必要（日语：深呼吸の必要 (映画)）》）
- 新進男演員獎（小森和子獎）：神木隆之介（《爸爸的背摔绝技（日语：お父さんのバックドロップ）》）
- 特別獎（増淵健獎）：カナダ大使館
- 富士film獎勵獎：千野皓司（日语：千野皓司）（《血の絆》）
- 歌舞片大獎：安奈淳（日语：安奈淳）（《ナイン》）
- 功勞獎：三浦純（日语：みうらじゅん）
- 白金大獎：貞永方久（日语：貞永方久）、三村晴彦
- 綠寶石大獎：白坂依志夫（日语：白坂依志夫）（《巨人與玩具（日语：巨人と玩具）》）
- Golden Glory獎：栗原小卷、小川眞由美、寶田明
- 藍寶石大獎：司葉子（日语：司葉子）
- 鑽石獎：京町子、淡島千景
- 亞洲親善獎：《十面埋伏》
- 田山力哉獎：《哆啦A夢》聲優群（大山羨代、小原乃梨子、立壁和也、肝付兼太、野村道子）─ 電影25週年

### 第15回（2005年度）
- 作品獎：《カーテンコール》（導演：佐佐部清）
- 導演獎：黑土三男（日语：黒土三男）（《蝉しぐれ》）
- 最佳男主角獎：片岡愛之助（《シベリア超特急5》）、市川染五郎（《蝉しぐれ》）
- 最佳女主角獎：田中裕子（《いつか読書する日》）
- 最佳男配角獎：笹野高史（日语：笹野高史）（《パッチギ!》）、塩見三省（日语：塩見三省）（《樹の海》）
- 最佳女配角獎：井川遙（《樹の海》）
- 新進女演員獎（小森和子獎）：多部未華子（《機器人奇諾丘》）、大後壽壽花（《藝伎回憶錄》）
- 新進男演員獎（小森和子獎）：藤井隆（《カーテンコール》）、石田卓也（《蝉しぐれ》）
- 特別獎（増淵健獎）：《木下惠介DVD－BOX》（五十嵐真）
- 富士film獎勵獎：釘宮慎二（《蝉しぐれ》攝影）
- 歌舞片大獎（西條笑兒獎）：山本耕史（《Little Shop of Horrors》）、上原多香子（《Little Shop of Horrors》）
- 國際活動獎：早田英志（《エメラルド、カウボーイ》）
- 國際協力獎：加拿大、アルバ一夕州《ブロークバック、マウンテン》
- 白金大獎：田原總一郎《あらかじめ失われた恋人達よ》
- Golden Glory獎：千葉真一、里見浩太朗、加山雄三、倍賞千恵子
- 鑽石獎：登川直樹

### 第16回（2006年度）
- 作品獎：《博士熱愛的算式》（導演：小泉堯史）
- 導演獎：奥田瑛二（《幸福在路上（日语：長い散歩）》）
- 影評人導演特別大獎：津川雅彥（《寝ずの番》）
- 審査員特別最佳男主角獎：緒形拳（《幸福在路上（日语：長い散歩）》）
- 最佳男主角獎：澤田研二（《幸福的開關）
- 最佳女主角獎：深津繪里（《博士熱愛的算式》）
- 最佳男配角獎：伊原剛志（日语：伊原剛志）（《來自硫磺島的信》）
- 最佳女配角獎：樹木希林（《赤い鯨と白い蛇》）、フラガールズ（《扶桑花女孩》）
- 新進男演員獎（小森和子獎）：松田翔太（《幸福在路上（日语：長い散歩）》）
- 新進女演員獎（小森和子獎）：檀麗（《武士的一分》）
- 特別女性導演獎：せんぽんよしこ（《赤い鯨と白い蛇》）、荻上直子（《海鷗食堂（日语：かもめ食堂）》）、安田真奈（日语：安田真奈）（《幸福的開關》）、宮本理江子（日语：宮本理江子）（《請給我注意（日语：チェケラッチョ!!）》）、吳美保（《酒井家的幸福（日语：酒井家のしあわせ）》）、西川美和（《吊橋上的秘密（日语：ゆれる）》）
- 審査員特別演技獎：《誰是卡謬（日语：カミュなんて知らない）》（導演：柳町光男）
- 紀錄片作品獎：《ヨコハマメリー》（導演：中村高寛）
- 富士film獎勵獎：《子狐物語》（導演：河野圭太）
- 舞台歌舞片大獎（西條笑兒獎）：小堺一機（日语：小堺一機）（《グランド、ホテル》）
- 新進導演獎：大崎章（《キャッチボール屋》）
- 審査員特別導演獎：園子溫（《热氣球俱樂部之後（日语：気球クラブ、その後）》）
- 特別功勞獎（増淵健獎）：「溝口健二的電影」DVD系列
- 藍寶石大獎：香川京子、岸惠子、安井昌二（日语：安井昌二）
- 綠寶石大獎：角谷優（日语：角谷優）、秋元康、荻本欽一、愛川欽也（日语：愛川欽也）
- 國際活動獎：金海淑
- 國際協力獎：《太陽（英语：The Sun (film)）》（導演：亞歷山大·蘇古諾夫）
- Golden Glory獎：梶芽衣子（日语：梶芽衣子）、芳村真理（日语：芳村真理）、桂木洋子（日语：桂木洋子）、宮城真理子（日语：宮城まり子）
- 鑽石獎：市川崑

### 第17回（2007年度）
- 作品獎：《夕嵐之街櫻之國（日语：夕凪の街 桜の国#映画）》（導演：佐佐部清）
- 導演獎：根岸吉太郎（《挎斗摩托車裡的狗（日语：サイドカーに犬）》）
- 最佳男主角獎：小栗旬（《熱血高校》）
- 最佳女主角獎：竹内結子（《挎斗摩托車裡的狗（日语：サイドカーに犬）》）
- 最佳男配角獎：矢部享祏（日语：やべきょうすけ）（《熱血高校》）
- 最佳女配角獎：永作博美（《苦妹．喪姐．連環圖（日语：腑抜けども、悲しみの愛を見せろ#映画版）》）、高橋惠子（《ふみ子の海》）
- 新進男演員獎（小森和子獎）：林遣都、山田健太（日语：山田健太）（《野球少年》）
- 新進女演員獎（小森和子獎）：佐佐木麻緒（日语：佐々木麻緒）（《心動奇蹟：瑪莉與3隻小狗的故事》）
- 審査員特別演技獎：須賀健太、小清水一揮（日语：小清水一揮）、小池彩夢（《ALWAYS再續幸福的三丁目》）
- 審査員特別獎：堺正章（日语：堺正章）（《夕嵐之街櫻之國（日语：夕凪の街 桜の国#映画）》）、田村正和（《最後的愛（日语：ラストラブ）》）
- 攝影獎（富士film獎勵獎）：柴主高秀（日语：柴主高秀）《謹告犯人》
- 紀錄片作品獎：《シアトリカル　唐十郎と劇団唐組の記録》
- 電影音樂藝術獎：mink（日语：mink）（《成吉思汗：征服到地與海的盡頭》、《日本鎖國》）
- 舞台歌舞片大獎（西條笑児獎）：《The Producers》
- 特別功勞獎（増淵健獎）：皮卡丘計畫
- 白金大獎：恩地日出夫
- 綠寶石大獎：山內久（日语：山内久）
- 國際協力獎：ユ、インチョン
- 國際活動獎：（田山力哉獎）：《無法忘記你（日语：あなたを忘れない）》（導演：花堂純次）
- 最優秀外語片女主角：汤唯《色，戒》
- Golden Glory獎：島田陽子、谷啓（日语：谷啓）

### 第18回（2008年度）
- 作品獎：《联合赤军实录：通向浅间山庄之路（日语：実録、連合赤軍 あさま山荘への道程）》（導演：若松孝二）
- 導演獎：瀧田洋二郎（《送行者：禮儀師的樂章》）
- 最佳男主角獎：東山紀之（《山櫻（日语：山桜 (藤沢周平の小説)#映画）》）
- 最佳女主角獎：小池榮子（《接吻》）
- 最佳男配角獎：岸部一德（《GSワンダーランド》）
- 最佳女配角獎：坂井真紀（《联合赤军实录：通向浅间山庄之路（日语：実録、連合赤軍 あさま山荘への道程）》）
- 新進男演員獎（小森和子獎）：Lily Franky（《周圍的事（日语：ぐるりのこと。）》）
- 新進女演員獎（小森和子獎）：吉高由里子《蛇信與舌環》）
- 審査員特別獎：松田聖子（《螢火蟲之墓》）[3]、藤田真（日语：藤田まこと）（《給明日的遺言（日语：明日への遺言）》）
- 攝影導演獎（富士film獎勵獎）：小松原茂（《戀愛番茄（日语：恋するトマト）》）
- 電影音樂藝術獎：久石譲（《崖上的波妞》）、《送行者：禮儀師的樂章》）
- 特別敢闘獎：川崎實（日语：川崎実）、福井政文
- 特別功勞獎（増淵健獎）：浦岡敬一、岡田裕
- 國際活動獎（田山力哉獎）：柴田駿
- Golden Glory獎（水野晴郎獎）：筑波久子（日语：筑波久子）、桜井浩子（日语：櫻井浩子）、久里千春（日语：久里千春）
- 鑽石獎：羽仁進（日语：羽仁進）、小澤昭一（日语：小沢昭一）

### 第19回（2009年度）
- 作品獎：《強風吹拂》
- 導演獎：根岸吉太郎（《櫻之桃與蒲公英》）
- 最佳男主角獎：寺尾聰（《徬徨之刃》）
- 最佳女主角獎：藥師丸博子（《這次是愛妻家（日语：今度は愛妻家#映画版）》）
- 最佳男配角獎：石橋蓮司（《這次是愛妻家（日语：今度は愛妻家#映画版）》）
- 最佳女配角獎：八千草薫（《Dear Doctor（日语：ディア、ドクター）》）
- 新進男演員獎（小森和子獎）：AKIRA（《讓我告诉你（日语：ちゃんと伝える）》）、岡田將生（《夏威夷男孩》）
- 新進女演員獎（小森和子獎）：滿島光（《愛的曝光》）
- 新進導演獎：大森壽美男（日语：大森寿美男）（《強風吹拂》）、板尾創路（日语：板尾創路）（《板尾創路の脱獄王》）
- 審査員特別獎男演員獎：萩原健一（《TAJOMARU（日语：TAJOMARU）》）
- 審査員特別獎：本多豬四郎（誕生100周年）、黑澤明（誕生100周年）
- 攝影導演獎（富士攝影集獎勵獎）：近森眞史（《弟弟》）
- 電影音樂藝術獎：菅野祐悟（《阿馬爾菲 女神的報酬》）
- 歌舞片獎：ロミ山田
- 剪輯獎（浦岡敬一獎）：菊池純一（日语：菊池純一）（《大阪哈姆雷特（日语：大阪ハムレット#映画）》）
- 特別功勞獎（増淵健獎）：《劒岳點之記（日语：劒岳 点の記）》的工作人員、《シネマ歌舞伎》
- 國際活動獎（田山力哉獎）：《KIZUKI》製作委員會
- Golden Glory獎（水野晴郎獎）：丘里美（日语：丘さとみ）、赤木春惠
- 鑽石獎：倍賞美津子

### 第20回（2010年度）
- 作品獎：《春との旅》（導演：小林政廣）
- 導演獎：東陽一（《酒醒就回家（日语：酔いがさめたら、うちに帰ろう。）》）
- 最佳男主角獎：渡邊大（日语：渡辺大）（《ロストクライム -閃光-》）、永瀨正敏（《毎日かあさん》）
- 最佳女主角獎：內田有紀（《笨蛋》）、永作博美（《酒醒就回家（日语：酔いがさめたら、うちに帰ろう。）》）
- 最佳男配角獎：香川照之（《明日之丈》、伊勢谷友介（《明日之丈》）
- 最佳女配角獎：松坂慶子（《武士的家用帐（日语：武士の家計簿 「加賀藩御算用者」の幕末維新#映画）》）
- 新進男演員獎（南俊子獎）：佐藤健（《摇滾新樂團（日语：BECK (映画)）》）、溝端淳平（《舞動之夏（日语：君が踊る、夏）》）
- 新進女演員獎（小森和子獎）：櫻庭奈奈美（《最後的忠臣藏》）、德永繪里（《春との旅》）
- 新進導演獎：榊英雄（日语：榊英雄）（《綁架狂想曲（日语：誘拐ラプソディー）》）、川口浩史（日语：川口浩史）（《トロッコ》）
- 審査員特別獎女演員獎：友近（《サビ男サビ女》）
- 審査員特別演技獎：林遼威（《綁架狂想曲（日语：誘拐ラプソディー）》）、大八木凱斗（《武士的家用帐（日语：武士の家計簿 「加賀藩御算用者」の幕末維新#映画）》）
- 攝影獎（富士film激勵獎）：高間賢治（《春との旅》）
- 紀錄片作品獎：《ショージとタカオ》
- 電影音樂藝術獎（日野康一獎）：遠藤浩二《十三刺客》
- 電影技術特別功勞獎：株式会社NKL（《櫻田門外之變（日语：桜田門外ノ変#映画）》、《ブル－バレンタイン》）
- 舞台歌舞片大獎（西條笑児獎）：井上芳雄（《モーツァルト!》）
- 剪輯獎（浦岡敬一獎）：金子尚樹（《春との旅》）
- 劇本獎：柏田道夫（《武士的家用帐（日语：武士の家計簿 「加賀藩御算用者」の幕末維新#映画）》）
- 特別功勞獎（増淵健獎）：葛井欣士郎
- 動畫大獎（DIVE獎）：《名偵探柯南》系列
- 動畫特別功勞獎（DIVE獎）：東映動畫
- 20週年特別作品獎：《日本最長的夏天（日语：日本のいちばん長い夏）》（導演：倉内均）、《わが心の歌舞伎座》（導演：十河壮吉）
- 綠寶石獎：石森史郎
- Golden Glory獎（水野晴郎獎）：犬塚弘、大瀧秀治、財津一郎
- 白金大獎（導演功労獎）：瀨川昌治
- 鑽石獎（荻昌弘獎）：仲代達矢（《春との旅》）

### 第21回（2011年度）
- 作品獎：《大鹿村騒動記》（導演：阪本順治）
- 導演獎：成島出（《第八日的蟬》）
- 最佳男主角獎：三浦友和（《RAILWAYS～愛を伝えられない大人たちへ～》）
- 最佳女主角獎：大竹忍（《一枚のハガキ》）
- 最佳男配角獎：片岡愛之助（《小川の辺》）
- 最佳女配角獎：宮本信子（《阪急電車 單程15分鐘的奇蹟》）
- 新進女演員獎（小森和子獎）：剛力彩芽（《カルテット!》）、前田敦子（《如果高校棒球女子經理讀了彼得·杜拉克》）
- 新進導演獎：三宅喜重（《阪急電車 單程15分鐘的奇蹟》）
- 特別功勞獎（増淵健獎）：今村治子（スクリプター）
- 剪輯獎（浦岡敬一獎）：山下健治（《一命》）
- 電影音樂藝術獎（日野康一獎）：辻井伸行（《神的病歷簿》）
- 動畫功勞獎（DIVE獎）：保田道世（色彩設計）、古川雅士（剪輯）
- 攝影導演獎（株式会社IMAGICA獎）：金宇満司（《黑部的太陽》攝影）
- 特別獎：《黑部的太陽》石原プロモーション
- 審査員特別演技獎：西田敏行（《星守之犬》與其他）
- Golden Glory獎（水野晴郎獎） ：北大路欣也、蟹江敬三、白川和子、山本陽子
- 鑽石獎：淺丘琉璃子

### 第22回（2012年度）
- 作品獎：《盜鑰匙的方法》（導演：內田賢治（日语：内田けんじ））
- 導演獎：北野武（《極惡非道2》）
- 最佳男主角獎 ：松坂桃李（《使者》）
- 最佳女主角獎：安藤櫻（《家族的國度（日语：かぞくのくに）》）
- 最佳男配角獎：大澤隆夫（《終の信託》）
- 最佳女配角獎：松原智惠子（《トテチータ、チキチータ》）
- 新進男演員獎（南俊子獎）：青柳翔（《今天開始談戀愛》）、沈昌珉（《抱著黃金飛翔》）
- 新進女演員獎（小森和子獎）：武井咲（《今天開始談戀愛》）
- 新進導演獎：梁英姬（日语：ヤン、ヨンヒ）（《家族的國度（日语：かぞくのくに）》）、古勝敦（《トテチータ、チキチータ》）
- 剪輯獎（浦岡敬一獎）：張本征治（《今天開始談戀愛》）
- 紀錄片導演獎：すずきじゅんいち（《二つの祖国で》）
- 動畫作品獎：《狼的孩子雨和雪》（導演：細田守）
- 動畫導演獎：庵野秀明（《福音戰士新劇場版：Q》）
- 動畫功勞獎：布川郁司（Studio Pierrot代表取締役会長）
- 特別獎：高濱裕（株式会社アイ、ヴィー、シー代表取締役）、富士Film
- Golden Glory獎（水野晴郎獎）：石濱朗、林与一、夏八木勲（日语：夏八木勲）、久保明（日语：久保明）
- 鑽石獎（淀川長治獎）：小林旭

### 第23回（2013年度）
- 作品獎：《宅男的戀愛字典》（導演：石井裕也）
- 導演獎：吉田惠輔（日语：吉田恵輔）（《馬車馬小姐及大嘴巴（日语：ばしゃ馬さんとビッグマウス）》）
- 最佳男主角獎：松田龍平（《宅男的戀愛字典》）[4]
- 最佳女主角獎：麻生久美子（《馬車馬小姐及大嘴巴（日语：ばしゃ馬さんとビッグマウス）》）
- 最佳男配角獎：Lily Franky（《凶惡（日语：凶悪 (映画)）》、《我的意外爸爸》）
- 最佳女配角獎：伊藤蘭（《少年H（日语：少年H）》）
- 新人獎：黑木華（《草原的椅子（日语：草原の椅子）》）、星野源（《宅男之戀（日语：箱入り息子の恋）》）、大原櫻子（《她愛上了我的謊》）
- 新進導演獎：中野量太（《幫老爸拍張照（日语：チチを撮りに）》）、白石和彌（《凶惡（日语：凶悪 (映画)）》）
- 剪輯獎：井上秀明（《青木原樹海》）
- 動畫作品獎：《輝耀姬物語》（導演：高畑勲）
- 動畫導演獎：高畑勲（《輝耀姬物語》）
- 動畫功勞獎：小島俊彥（《輝耀姬物語》與其他）、伊藤克已（音響效果）
- 紀錄片獎：《オース!バタヤン》
- Golden Glory獎（水野晴郎獎）：加賀まり子、吉行和子、Mickey Curtis（日语：ミッキー、カーチス）
- 鑽石獎（淀川長治獎）：有馬稻子（日语：有馬稲子）

### 第24回（2014年度）
- 作品獎：《0.5mm》（導演：安藤桃子）
- 導演獎：吳美保（《陽光只在這裡燦爛（日语：そこのみにて光輝く）》）
- 最佳男主角獎：綾野剛（《陽光只在這裡燦爛（日语：そこのみにて光輝く）》）
- 最佳女主角獎：安藤櫻（《0.5mm》、《百元之戀》）
- 最佳男配角獎：菅田將暉（（《陽光只在這裡燦爛（日语：そこのみにて光輝く）》、《海月姬》））
- 最佳女配角獎：池脇千鶴（《陽光只在這裡燦爛（日语：そこのみにて光輝く）》、《海月姬》）
- 新進男演員獎：登坂廣臣（《Hot Road》）、工藤阿須加（《11分之1（日语：1/11 じゅういちぶんのいち）》、《百瀨，轉過頭來（日语：百瀬、こっちを向いて。）》）
- 新進女演員獎：大島美幸（日语：大島美幸）（《福福荘の福ちゃん》）、小芝風花（《魔女宅急便》）
- 新進導演獎：蔦哲一朗（《祖谷物語‐おくのひと‐》）
- 剪輯獎：清野英樹（《捨てがたき人々》）
- 紀錄片獎：時田美昭《夢は牛のお医者さん》
- Golden Glory獎（水野晴郎獎）：山谷初男、江波杏子
- 鑽石獎（淀川長治獎）：藤龍也

### 第25回（2015年度）
- 作品獎：《所羅門的偽證》
- 導演獎：大根仁（《爆漫王》）
- 最佳男主角獎：淺野忠信（《岸邊之旅》）
- 最佳女主角獎：多部未華子（《Piece of Cake（日语：ピース オブ ケイク）》）
- 最佳男配角獎：伊藤淳史（《墊底辣妹》）
- 最佳女配角獎：滿島光（《投靠女與出走男》）
- 新進男演員獎：山田涼介（《蚱蜢（日语：グラスホッパー (小説)#映画）》）、板垣瑞生（《所羅門的偽證》）
- 新進女演員獎：藤野涼子（《所羅門的偽證》）
- 新進導演獎：松永大司（日语：松永大司）（《廁所裡的聖殤（日语：トイレのピエタ）》）
- 剪輯獎：伊藤伸行（《天空之蜂》）
- 評審委員特別獎：濱口龍介（《ハッピーアワー》）
- 電影音樂獎：池永正二（《極道好聲音》）
- 編劇獎：真邊克彥（日语：真辺克彦）（《所羅門的偽證》）
- 攝影獎：町田博（《藤田嗣治與乳白色的裸女（日语：FOUJITA）》）
- 特別獎：中みね子《ゆずり葉の頃（日语：ゆずり葉の頃）》、豊島公会堂、松永文庫
- 紀錄片獎：松本貴子（《氷の花火 山口小夜子》）
- Golden Glory獎：草村禮子（日语：草村礼子）、仁科亞季子（日语：仁科亜季子）、濱田光夫（日语：浜田光夫）
- 鑽石獎（淀川長治獎）：吉永小百合、山田洋次
- 動畫新人聲優獎：渕上舞（《少女與戰車劇場版》）、水瀨祈（《好想大聲說出心底的話。》）
- 動畫最佳聲優獎：小櫻悅子（《妖怪手錶電影版：誕生的秘密喵！》）、中尾隆聖（《七龍珠Z 復活的「F」》）
- Sanctuary作品獎：《少女與戰車劇場版》
- 最佳家庭動畫獎：《妖怪手錶電影版：誕生的秘密喵！》
- 動畫作品獎：怪物的孩子
- 動畫導演獎：橋本昌和（《蠟筆小新：我的搬家物語 仙人掌大襲撃》）
- 成就獎：友永和秀、内田健二（日语：内田健二）、渡邊宙明
- 鑽石獎：永井豪

### 第26回（2016年度）
- 作品獎：《滚烫的爱》
- 導演獎：中野量太（《滚烫的爱》）
- 最佳男主角獎：小林薫（《深夜食堂》）
- 最佳女主角獎：宮澤理惠（《滚烫的爱》）
- 最佳男配角獎：東出昌大（《聖之青春（日语：聖の青春）》）
- 最佳女配角獎：杉咲花（《滚烫的爱》）
- 新進男演員獎：岩田剛典（《植物圖鑑》）
- 新進女演員獎：高畑充希（《植物圖鑑》）
- 新進導演獎：小路紘史（《ケンとカズ》）
- 剪輯獎：穂垣順之助（《花牌情緣》）
- 電影音樂獎：加古隆（《眾神的山嶺》）
- 編劇獎：西川美和（《漫長的藉口（日语：永い言い訳）》）
- 攝影獎：北信康（《眾神的山嶺》）
- 特別獎：岩波ホール、佐藤忠男
- 紀錄片獎：日比遊一（《健さん》）
- Golden Glory獎：奈良岡朋子（日语：奈良岡朋子）、小松政夫
- 鑽石獎（淀川長治獎）：樹木希林
- 動畫作品獎：電影版 聲之形
- 動畫導演獎：新海誠（《你的名字。》）
- 動畫聲優獎：野澤雅子
- 鑽石獎：松本零士

### 第27回（2017年度）
- 作品獎：《第三度殺人》（導演：是枝裕和）
- 導演獎：大林宣彦（《花筐（日语：花筐/HANAGATAMI）》）
- 最佳男主角獎：木村拓哉（《无限之住人》）
- 最佳女主角獎：满岛光（《海边的生与死（日语：海辺の生と死）》）
- 最佳男配角獎：盐见三省（日语：塩見三省）（《极恶非道3》）
- 最佳女配角獎：木村多江（《摇曳的心（日语：ユリゴコロ）》）
- 新進男演員獎：宽一郎（《浪矢解忧杂货店》）
- 新進女演員獎：石橋靜河（《夜空总有最大密度的蓝色（日语：夜空はいつでも最高密度の青色だ）》）
- 新進導演獎：越川道夫（日语：越川道夫）（《海边的生与死（日语：海辺の生と死）》）
- 剪輯獎：佐藤崇（《自警团》）
- 電影音樂獎：桑波田景信（《啦啦队之舞：女高中生用啦啦队舞蹈征服全美的真实故事（日语：チア☆ダン〜女子高生がチアダンスで全米制覇しちゃったホントの話〜）》）
- 編劇獎：石井裕也（《夜空总有最大密度的蓝色（日语：夜空はいつでも最高密度の青色だ）》）
- 攝影獎：宮本亘（《想成为奥田民生的男孩和让男人痴狂的女孩（日语：奥田民生になりたいボーイと出会う男すべて狂わせるガール）》）
- 紀錄片獎：佐古忠彦（《米軍が最も恐れた男 その名は、カメジロー》）
- Golden Glory獎：前田美波里（日语：前田美波里）（《最后的踢踏舞（日语：TAP THE LAST SHOW）》）、橋爪功（日语：橋爪功）（《家族之苦》）
- 鑽石獎：中村玉緒（《DESTINY镰仓物语（日语：DESTINY 鎌倉ものがたり）》）
- 动画大賞：《春宵苦短，少女前进吧！》（導演：湯淺政明）

### 第28回（2018年度）
- 作品獎：《燒肉龍（日语：焼肉ドラゴン#映画）》（導演：鄭義信）[5]
- 導演獎：白石和彌（《孤狼之血（日语：孤狼の血）》）
- 最佳男主角獎：柄本佑（《燦爛吧！情色時代（日语：素敵なダイナマイトスキャンダル）》）
- 最佳女主角獎：石橋静河（《你的鳥兒會唱歌（日语：きみの鳥はうたえる）》）
- 最佳男配角獎：宽一郎（《菊與斷頭臺（日语：菊とギロチン）》）
- 最佳女配角獎：友近（《噓八百（日语：嘘八百）》）
- 新進男演員獎：濱津隆之（日语：濱津隆之）（《一屍到底》）、佐野勇斗（《花牌情緣 結》）
- 新進女演員獎：南沙良（《志乃同學說不出自己的名字》）、平手友梨奈（《響 -HIBIKI-（日语：響_〜小説家になる方法〜#映画）》）
- 特別新人獎：瀧川廣志（日语：滝川広志）（《交讓木（ゆずりは）》）
- 新進導演獎：枝優花（《少女邂逅》）
- 剪輯獎：川瀨功（日语：川瀬功）（《飛上天空的輪胎》）
- 紀錄片獎：《TSUKIJI WONDERLAND（築地市場 和食之心）》
- 特別作品獎：《STILL LIFE OF MEMORIES》
- 動畫作品獎：《溫泉屋小女將》
- 特別獎：TAMA電影論壇執行委員會（TAMA映画フォーラム実行委員会）
- 銀獎：小川欽也（日语：小川欽也）

### 第29回（2019年度）
- 作品獎：《愛情是什麼（日语：愛がなんだ）》（導演：今泉力哉）
- 導演獎：荒井晴彥（日语：荒井晴彦）（《火口的二人》）
- 最佳男主角獎：間宮祥太朗（《殺不了的他與死不了的她（日语：殺さない彼と死なない彼女）》）
- 最佳女主角獎：戶田惠梨香（《當時的風琴（日语：あの日のオルガン）》、《最初的晚餐（日语：最初の晩餐）》）
- 最佳男配角獎：窪塚洋介（《最初的晚餐（日语：最初の晩餐）》）
- 最佳女配角獎：伊藤沙莉（《生理小姐（日语：生理ちゃん）》）
- 新進男演員獎：細田佳央太（《町田君的世界》）
- 新進女演員獎：莫托拉世理奈（日语：モトーラ世理奈）（《美味家族（日语：おいしい家族）》、《黑色校規（日语：ブラック校則 (映画)）》）
- 新進導演獎：小林啓一（日语：小林啓一）（《殺不了的他與死不了的她（日语：殺さない彼と死なない彼女）》）、福田桃子（日语：ふくだももこ）（《美味家族（日语：おいしい家族）》）、片山慎三（《海角上的兄妹（日语：岬の兄妹）》）
- 剪輯獎：石井巖、石島一秀（《寅次郎的故事50 歡迎歸來（日语：男はつらいよ お帰り 寅さん）》）
- 紀錄片獎：《i-新聞記者紀錄片-》
- 動畫作品獎：《角落小夥伴電影版：魔法繪本裡的新朋友》
- 特別獎：特定非營利活動法人日本電影委員會
- Golden Glory獎：加藤茶、十朱幸代
- 鑽石獎：山崎努

### 第30回（2020年度）
- 作品獎：《星の子（日语：星の子）》（導演：大森立嗣）
- 導演獎：大九明子（日语：大九明子）（《戀愛腦內諮商室（日语：私をくいとめて）》）
- 最佳男主角獎：中村梅雀、津田寛治（日语：津田寛治）（《山中靜夫的尊嚴死（日语：山中静夫氏の尊厳死）》）
- 最佳女主角獎：のん（能年玲奈）（《戀愛腦內諮商室（日语：私をくいとめて）》）
- 最佳男配角獎：宇野祥平（日语：宇野祥平）（《罪之聲（日语：罪の声）》）
- 最佳女配角獎：淺田美代子（日语：浅田美代子）（《晨曦將至（日语：朝が来る）》）
- 新進男演員獎：宮澤冰魚（《his（日语：his）》）、奧平大兼（《母親》）
- 新進女演員獎：服部樹咲（日语：服部樹咲）（《午夜天鵝》）、佳山明（《37 Seconds（日语：37セカンズ）》）、吉本実憂（《瞽女 GOZE》）
- 新進導演獎：内山拓也（《我心中的佐佐木（日语：佐々木、イン、マイマイン）》）、HIKARI（《37 Seconds（日语：37セカンズ）》）、佐藤快磨（日语：佐藤快磨）（《不容易的爸爸（日语：泣く子はいねぇが）》）
- 剪輯獎：李英美（日语：李英美）（《間諜之妻》）
- 劇本獎：天野千尋（日语：天野千尋）（《Mrs. Noisy（日语：ミセス・ノイズィ）》）、入江悠（日语：入江悠）（《AI崩壞（日语：AI崩壊）》）
- 紀錄片獎：《ムヒカ 世界でいちばん貧しい大統領から日本人へ》
- 動畫作品獎：《劇場版 ごん - GON, THE LITTLE FOX -》
- 特別獎：新文芸坐（日语：新文芸坐）
- Golden Glory獎：火野正平
- 鑽石獎：山崎努
- 電影音樂賞 - 渋谷慶一郎（日语：渋谷慶一郎）（《午夜天鵝》）
- 國際審査員特別獎：崔佛岩

### 第31回（2021年度）
- 作品獎：《偶然與想像》（導演：[[濱口龍介）
- 導演獎：大友啓史（《神劍闖江湖 最終章 The Final》、《神劍闖江湖 最終章 The Beginning》）
- 最佳男主角獎：古田新太（《空白 (電影)》）
- 最佳女主角獎：瀧内公美（《由宇子的天秤》）
- 最佳男配角獎：鈴木亮平（《燃燒吧 劍（日语：燃えよ剣）》、《孤狼之血 LEVEL2》）
- 最佳女配角獎：三浦透子（《驾驶我的车》）
- 新進男演員獎：佐藤緋美（《Moonlight Shadow》）、Fukase（《魔仿犯》）
- 新進女演員獎：伊澤彩織（《辣妹刺客》）、石川瑠華（《愛上透明系女孩（日语：猿楽町で会いましょう）》）、伊藤萬理華（《在夏季電影》）、西川洋子（《糸道（日语：いとみち）》）
- 新進導演獎：穐山茉由（《東雲色的週末（日语：シノノメ色の週末）》）、阪元裕吾（《辣妹刺客》）、藤元明緒（《海邊的女人們（日语：海辺の彼女たち）》）
- 剪輯獎：堀貴秀（《垃圾头》）
- 攝影獎：上田義彥（《椿之庭》）
- 劇本獎：西川美和（《東京蒼穹下》）
- 紀錄片獎：《くじらびと》
- 動畫作品獎：《扶桑花女孩之舞》
- 動畫導演獎：庵野秀明（《福音戰士新劇場版：終》）
- 特別獎：小倉智昭
- Golden Glory獎：荒木一郎
- 鑽石獎：富司純子（《椿之庭》）

### 第32回（2022年度）
- 作品獎：《春心萌動的老屋緣廊》（導演：狩山俊輔）
- 導演獎：三宅唱（《惠子的凝視》）
- 最佳男主角獎：中井貴一（《通往大河之道》）
- 最佳女主角獎：板谷由夏（《待在公車站到黎明》）
- 最佳男配角獎：窪田正孝（《那個男人》）
- 最佳女配角獎：吉岡里帆（《島守之塔》）
- 新進男演員獎：坂東龍汰（《二人世界》）
- 新進女演員獎：伊東蒼（《尋人啟弒》）
- 新進導演獎：竹林亮（《明天星期一（日语：MONDAYS/このタイムループ、上司に気づかせないと終わらない）》）
- 剪輯獎：小林讓、竹林亮（《明天星期一》）
- 劇本獎：吉田惠輔（《尋求神的回報》）
- 紀錄片獎：《夢見的小學》
- 動畫作品獎：《通往夏天的隧道，再見的出口》
- 動畫導演獎：湯淺政明（《犬王》）
- 特別獎：立川志之輔
- 特別最佳男主角獎：岡田准一（《地獄犬》）
- Golden Glory獎：風吹純
- 鑽石獎：宮本信子（《春心萌動的老屋緣廊》）

## 參照
- 電影旬報獎
- 每日電影獎
- 橫濱電影節
- 藍絲帶獎
- 東京國際電影節
- 日刊體育電影大獎
- 日本電影學院獎
- 山路文子電影獎
- 大阪電影節

## 外部連結
- （日語）官方网站
- （日語）官方網站（舊）
- （日語）日本映画批評家大賞機構事務局が発信する公式twitter的X（前Twitter）